# Adenilil-sulfat reduktaza (glutation)
Adenilil-sulfat reduktaza (glutation) (EC 1.8.4.9, 5'-adenililsulfat reduktaza, AMP,sulfit:oksidovani-glutation oksidoreduktaza (formira adenozin-5'-fosfosulfat), biljni tip 5'-adenililsulfatne reduktaze) je enzim sa sistematskim imenom AMP,sulfit:glutation-disulfid oksidoreduktaza (formira adenozin-5'-fosfosulfat). Ovaj enzim katalizuje sledeću hemijsku reakciju:
AMP + sulfit + glutation disulfid {\displaystyle \rightleftharpoons } adenilil sulfat + 2 glutation
Ovaj enzim se razlikuje od EC 1.8.99.2, adenilil-sulfatne reduktaze, po tome što koristi glutation kao reduktant. Glutation može da bude zamenjen gama-glutamilcisteinom ili ditiotreitolom.

## Literatura
- Nicholas C. Price; Lewis Stevens (1999). Fundamentals of Enzymology: The Cell and Molecular Biology of Catalytic Proteins (Third изд.). USA: Oxford University Press. ISBN 019850229X.
- Eric J. Toone (2006). Advances in Enzymology and Related Areas of Molecular Biology, Protein Evolution (Volume 75 изд.). Wiley-Interscience. ISBN 0471205036.
- Branden C; Tooze J. Introduction to Protein Structure. New York, NY: Garland Publishing. ISBN 0-8153-2305-0.
- Irwin H. Segel. Enzyme Kinetics: Behavior and Analysis of Rapid Equilibrium and Steady-State Enzyme Systems (Book 44 изд.). Wiley Classics Library. ISBN 0471303097.
- William P. Jencks (1987). Catalysis in Chemistry and Enzymology. Dover Publications. ISBN 0486654605.

## Spoljašnje veze
- Adenylyl-sulfate+reductase+(glutathione) на 